# Marko Pantelić
Marko Pantelić (cyrilicí: Марко Пантелић, *15. září 1978 Bělehrad) je bývalý srbský fotbalista, který hrál na pozici útočníka. Reprezentoval Srbsko na Mistrovství světa 2010.

## Klubová kariéra

### Mládí
Když Pantelić působil v mládeži Crvene Zvezdy Bělehrad, jeho otec dostal práci v Soluni a vzal rodinu do Řecka. Pantelićovi bylo ještě pouhých 16 let, když podepsal profesionální smlouvu s Iraklisem Soluň. V 18 letech přijal nabídku hrát za francouzské Paris Saint-Germain po boku hvězd jako Raí, Marco Simone či Leonardo. V roce 1998 odešel na sezónní hostování do Lausanne, kde v 21 zápasech švýcarské ligy vstřelil 8 gólů.
Po odchodu z PSG odešel na neúspěšné angažmá ve Španělsku do Celty Vigo. Během svého působení v klubu byl poslán na hostování do Sturmu Graz v Rakousku a do Yverdonu ve Švýcarsku.

### Obilić, Smederevo a Crvena Zvezda
V létě roku 2002, po dvouletém přerušení kariéry profesionálního fotbalisty, se Pantelić vrátil domů do Srbska a podepsal s FK Obilić. Ve 24 letech tak v podstatě začínal svoji kariéru znovu, protože mnozí ho rychle odepsali jako jednoho z mnoha fotbalistů, jejichž kariéra ztroskotala kvůli příliš brzkému odchodu do zahraničí. V lednu 2003 se přesunul do Sartid Smederevo.
Zde se rychle stal vůdcem týmu a v roce 2003 jej dovedl na k výhře fotbalový poháru Srbska a Černé Hory. Svými výkony zapůsobil na trenéra Crvene Zvezdy Slavoljube Muslina a v lednu 2004 se Pantelić stěhoval zpátky do Bělehradu.

### Hertha BSC

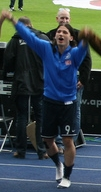
Pantelić v dresu Herthy

Poté, co 31. srpna 2005, v poslední den přestupového období, přestoupil do německé Herthy za částku 250 000 euro, vstřelil v sezóně 2005/06 v 28 ligových zápasech 11 gólů.
V sezóně 2008/09 jej ze základní sestavy vytlačil svými výkony Andrij Voronin. Úspěšnou sezónu, ve které Hertha dokonce bojovala o titul v Bundeslize, ukončil klub na 4. místě.
17. března 2009 Pantelić popřel, že by jednal s jinými kluby, a v průběhu léta toho roku, po odmítnutí prodloužení smlouvy v Herthě, se stal volným hráčem.

### Ajax
1. září 2009, po dokončení několika lékařských prohlídek, podepsal Pantelić smlouvu na jeden rok s holandským týmem AFC Ajax. V průběhu sezóny vstřelil Pantelić 16 gólů a zaznamenal 9 asistencí v 25 ligových zápasech. Po sezóně Pantelić vyjádřil přání podepsat novou smlouvu s Ajaxem, nicméně vedení klubu upřednostnilo jednoroční smlouvu. Pantelić však nabídku Ajaxu nepřijal. Ajax podepsal, jako jeho nástupce, Mounira El Hamdaouiho.

### Olympiakos
21. srpna 2010 se Pantelić připojil k týmu řeckému klubu Olympiakos. Podepsal zde dvouletou smlouvu ve výši okolo 1,6 milionu euro ročně. Svůj první gól vstřelil proti Panserraikos. 11. prosince 2011 se Pantelićovi podařilo vstřelit čtyři branky a zajistit tak vítězství nad AO Kerkyra.

## Reprezentační kariéra
Ačkoli debutoval v národním týmu v roce 2003, Pantelić začal Srbsko pravidelně reprezentovat až v roce 2006, kdy mu bylo téměř 28 let. Zúčastnil se Mistrovství světa ve fotbale 2010, kde vstřelil svůj gól na proti Austrálii při ztrátě 2:1. Pantelić také vstřelil tři góly v kvalifikaci na Euro 2012. Reprezentační kariéru ukončil po Euru 2012.

## Statistiky

### Klubové
| Klub                | Sezóna  | Liga                   | Liga   | Liga | Pohár  | Pohár | Evropské poháry | Evropské poháry | Ostatní | Ostatní | Celkem | Celkem |
| Klub                | Sezóna  | Liga                   | Zápasy | Góly | Zápasy | Góly  | Zápasy          | Góly            | Zápasy  | Góly    | Zápasy | Góly   |
| ------------------- | ------- | ---------------------- | ------ | ---- | ------ | ----- | --------------- | --------------- | ------- | ------- | ------ | ------ |
| Iraklis Soluň       | 1995/96 | Řecká Superliga        | 8      | 4    |        |       | 2               | 0               | —       | —       | 10     | 4      |
| Paris Saint-Germain | 1997/98 | Ligue 1                | 3      | 0    | 1      | 0     | 0               | 0               | —       | —       | 4      | 0      |
| Lausanne            | 1998/99 | Švýcarská Super League | 21     | 8    |        |       | 0               | 0               | —       | —       | 21     | 8      |
| Sturm Graz          | 1999/00 | Rakouská Bundesliga    | 3      | 0    |        |       | 2               | 0               | —       | —       | 5      | 0      |
| Yverdon             | 2000/01 | Švýcarská Super League | 3      | 0    |        |       | 0               | 0               | —       | —       | 3      | 0      |
| Obilić              | 2002/03 | Serbian SuperLiga      | 5      | 0    | 1      | 0     | 0               | 0               | —       | —       | 6      | 0      |
| Sartid Smederevo    | 2002/03 | Serbian SuperLiga      | 16     | 5    | 2      | 1     | 0               | 0               | —       | —       | 18     | 6      |
| Sartid Smederevo    | 2003/04 | Serbian SuperLiga      | 15     | 8    | 2      | 0     | 4               | 1               | —       | —       | 21     | 9      |
| Sartid Smederevo    | Celkem  | Celkem                 | 31     | 13   | 4      | 1     | 4               | 1               | —       | —       | 39     | 15     |
| Crvena zvezda       | 2003/04 | Serbian SuperLiga      | 12     | 5    | 3      | 1     | 0               | 0               | —       | —       | 15     | 6      |
| Crvena zvezda       | 2004/05 | Serbian SuperLiga      | 29     | 21   | 5      | 1     | 6               | 2               | —       | —       | 40     | 24     |
| Crvena zvezda       | 2005/06 | Serbian SuperLiga      | 3      | 0    | 0      | 0     | 2               | 3               | —       | —       | 5      | 3      |
| Crvena zvezda       | Celkem  | Celkem                 | 44     | 26   | 8      | 2     | 8               | 5               | —       | —       | 60     | 33     |
| Hertha BSC          | 2005/06 | Bundesliga             | 28     | 11   | 2      | 1     | 0               | 0               | —       | —       | 30     | 12     |
| Hertha BSC          | 2006/07 | Bundesliga             | 32     | 14   | 4      | 0     | 6               | 2               | —       | —       | 42     | 16     |
| Hertha BSC          | 2007/08 | Bundesliga             | 28     | 13   | 1      | 1     | 0               | 0               | —       | —       | 29     | 14     |
| Hertha BSC          | 2008/09 | Bundesliga             | 26     | 7    | 2      | 2     | 9               | 4               | —       | —       | 37     | 13     |
| Hertha BSC          | Celkem  | Celkem                 | 114    | 45   | 9      | 4     | 15              | 6               | —       | —       | 138    | 55     |
| Ajax                | 2009/10 | Eredivisie             | 25     | 16   | 7      | 3     | 7               | 2               | —       | —       | 39     | 21     |
| Olympiakos          | 2010/11 | Řecká Superliga        | 20     | 9    | 4      | 1     | 0               | 0               | —       | —       | 24     | 10     |
| Olympiakos          | 2011/12 | Řecká Superliga        | 12     | 10   | 3      | 6     | 3               | 0               | —       | —       | 18     | 16     |
| Olympiakos          | 2012/13 | Řecká Superliga        | 6      | 1    | 2      | 0     | 1               | 0               | —       | —       | 9      | 1      |
| Olympiakos          | Celkem  | Celkem                 | 38     | 20   | 9      | 7     | 4               | 0               | —       | —       | 51     | 27     |
| Celkem              | Celkem  | Celkem                 | 295    | 132  | 39     | 17    | 42              | 14              | —       | —       | 376    | 163    |

### Reprezentační
| Srbsko Černá Hora | Srbsko Černá Hora | Srbsko Černá Hora |
| Rok               | Zápasy            | Góly              |
| ----------------- | ----------------- | ----------------- |
| 2003              | 1                 | 0                 |
| 2004              | 2                 | 0                 |
| Srbsko            |                   |                   |
| Rok               | Zápasy            | Góly              |
| 2006              | 5                 | 1                 |
| 2007              | 7                 | 0                 |
| 2008              | 7                 | 2                 |
| 2009              | 6                 | 1                 |
| 2010              | 7                 | 3                 |
| 2011              | 8                 | 3                 |
| Celkem            | 43                | 10                |

| Gól | Datum           | Místo                                                                | Soupeř        | Skóre | Výsledek | Soutěž                                |
| --- | --------------- | -------------------------------------------------------------------- | ------------- | ----- | -------- | ------------------------------------- |
| 1.  | 16. srpna 2006  | Městský fotbalový stadion Miroslava Valenty, Uherské Hradiště, Česko | Česko         | 1:2   | 1:3      | Přátelský zápas                       |
| 2.  | 24. května 2008 | Croke Park, Dublin, Irsko                                            | Irsko         | 0:1   | 1:1      | Přátelský zápas                       |
| 3.  | 28. května 2008 | Wacker Arena, Burghausen, Německo                                    | Rusko         | 1:1   | 1:2      | Přátelský zápas                       |
| 4.  | 10. října 2009  | Stadion Crvena Zvezda, Bělehrad, Srbsko                              | Rumunsko      | 2:0   | 5:0      | Kvalifikace na Mistrovství světa 2010 |
| 5.  | 3. března 2010  | Stade du 5 Juillet, Alžír, Alžírsko                                  | Alžírsko      | 0:1   | 0:3      | Přátelský zápas                       |
| 6.  | 5. června 2010  | Stadion FK Partizan, Bělehrad, Srbsko                                | Kamerun       | 4:2   | 4:3      | Přátelský zápas                       |
| 7.  | 23. června 2010 | Mbombela Stadium, Mbombela, Jihoafrická republika                    | Austrálie     | 1:2   | 1:2      | Mistrovství světa 2010                |
| 8.  | 25. března 2011 | Stadion Crvena Zvezda, Bělehrad, Srbsko                              | Severní Irsko | 1:1   | 2:1      | Kvalifikace na EURO 2012              |
| 9.  | 29. března 2011 | A. Le Coq Arena, Tallinn, Estonsko                                   | Estonsko      | 0:1   | 1:1      | Kvalifikace na EURO 2012              |
| 10. | 2. září 2011    | Windsor Park, Belfast, Severní Irsko                                 | Severní Irsko | 0:1   | 0:1      | Kvalifikace na EURO 2012              |

## Ocenění

### Klubové
Lausanne
- Švýcarský pohár: 1998/99

Sartid Smederevo
- Fotbalový pohár Srbska a Černé Hory: 2002/03

Crvena Zvezda
- Prva savezna liga: 2003/04
- Fotbalový pohár Srbska a Černé Hory: 2003/04

Hertha BSC
- Pohár Intertoto: 2006

Ajax
- Nizozemský fotbalový pohár: 2009/10

Olympiakos
- Řecká Superliga: 2010/11, 2011/12, 2012/13
- Řecký fotbalový pohár: 2011/12, 2012/13

### Individuální
- Nejlepší sportovec Crvene Zvezdy: 2004
- Nejlepší střelec Prve savezne ligy: 2004/05